# Стивениџ
Стивениџ (енгл. Stevenage) је град у Уједињеном Краљевству у Енглеској. Према процени из 2007. у граду је живело 86.131 становника. Град има истоимени фудбалски клуб, на Ламекс стадиону, који тренутно игра у Лиги 2. . Први списи о граду датирају још из 1086. године, а археолошка налазишта указују на постојбину римске цивилизације, период 4. века нове ере.

## Становништво
Према процени, у граду је 2008. живело 86.131 становника.
| 1981.  | 1991.  | 2001.  |
| ------ | ------ | ------ |
| 74,757 | 76,064 | 81,482 |

## Знамените личности
- Луис Хамилтон, рођен у Стивениџу 1985. године.